# Федерален президент (Германия)
Федералният президент (на немски: Bundespräsident; още бундеспрезидент) е държавният глава на Федерална република Германия (докато главите на отделните федерални провинции са наричани само президенти). От 19 март 2017 г. федерален президент е Франк-Валтер Щайнмайер.
Функциите на федералния президент са определени от Конституцията на ФРГ. Властта, с която разполага федералният президент на Германия в германската политическата система, е силно ограничена от конституцията. Институцията федерален президент разполага най-вече с представителни функции, за което тя се нарича още pouvoir neutre (в превод: неутрална власт). Като институция тя се причислява към изпълнителната власт.
Седалищата на президента са Дворецът Белвю в германската столицата Берлин и Вила Хамершмит в бившата столица Бон. В помощ на президента е изградено специално ведомство, т.нар. президентска служба (Bundespräsidialamt), която консултира, информира, подготвя и улеснява работата на федералния президент.
Федералният президент се избира за период от 5 г. от Федералното събрание. Преизбиране на встъпил в длъжността президент е възможно само веднъж. Многократен избор е възможен само ако след 2-рия период следва друг президент. Хорст Кьолер е преизбран на изборите за федерален президент на 23 май 2009 г.

## Президентът днес

### Квалификация
За президент могат да бъдат избирани всички граждани на Германия, които имат правото да гласуват за Бундестага и са навършили 40 г. До август 2008 г. най-младият федерален президент е Валтер Шел – когато встъпва в длъжност, той е бил на 54 г.
Изборът на кандидатите зависи от съотношението на партиите във Федералното събрание. В зависимост от статуквото (status quo) големите партии (ХДС и СПД) водят консултации за подходящ кандидат, за да му осигурят абсолютното мнозинство. В този аспект е и неписаното правило, че кандидати, получили мнозинство, принадлежат на някоя от големите партии.
Кандидатът, а и бъдещият президент, не е длъжен да е член на парламента, правителството или някоя от законодателните власти в провинциите. Така например предишният президент Хорст Кьолер е бил преди избора си директор на Международния валутен фонд.

### Избор
Изборът на федерален президент е конституиран чрез член 54 на Конституцията на ФРГ. Федералният президент не е пряко избиран от народа, а чрез членовете на Федералното събрание, поради което заеманата от него позиция в контекста на политическата система на Германия е слаба.
За избора на федерален президент се свиква специално федерално събрание, което е и единствената му задача. То се състои от членовете на Бундестага, Бундесрата и делегати, избрани от законодателната власт (Ландтаг) на федералните провинции. Въпреки това не е задължително делегатите сами да са членове на тази законодателна власт – често уважавани граждани са избирани за такива. Самият избор на федерален президент протича чрез тайно гласуване.
Като цяло Федералното събрание наброява повече от 1000 души (почти по равно от Бундестага и Бундесрата). Германската конституция задължава това събрание да бъде свикано 30 дни преди изтичането на мандата на текущия президент. На практика то се свиква веднъж на всеки 5 г. (във всички години, завършващи на цифра „4“ или „9“). От 1979 г. Федералното събрание се събира на 23 май – датата на създаването на тогавашната ФРГ през 1949 г., и се свиква от председателя на Бундестага.
Федералният президент не може да бъде избран на 1 заседание на федералното събрание за период повече от 5 г. За да бъде преизбран, трябва да бъде свикано ново събрание, което пак е възможно едва 30 дни преди изтичането на мандата. Преизбирането на даден президент може да става само веднъж за период от 5 г.
Федералното събрание се опитва да избере президент чрез абсолютно мнозинство на гласове. Ако след 2 гласувания никой кандидат не получава такъв вид подкрепа, чрез 3-ти вот кандидатът се избира с обикновено мнозинство, независимо от големината на мнозинството. Последното се е случвало 2 пъти: при избирането на Густав Хайнеман през 1969 г. и при избора на Роман Херцог през 1994 г.
Всички избрани президенти са били преди това активни политици и дължат избора си на партията, която ги е издигнала и която е съставяла същевременно мнозинството във федералното събрание. Президентът получава годишна заплата от 213 000 евро, което продължава и след като изтече неговият мандат.
При приемане на своя пост бундеспрезидентът трябва да даде следната клетва, формулирана в член 56. от Конституцията:
| „ | Заклевам се да отдам живота си в името на доброто на германците, да увелича техните облаги, да избегна всякаква вреда над тях, да поддържам и браня конституцията и правилника на Федерацията, да изпълнявам съвестно своите задължения и да съм справедлив с всички. | “ |

По избор президентът може да добави и: „Затова нека Бог ми помага“.

## Задължения
Властта, с която разполага федералният президент на Германия, е представителна. Той няма правото да дава указания и да се меси във водените от федералното правителство политики. Той има само правото да дава напътствия, които обаче не са обвързващи.
За разлика от много други страни, вкл. България, в Германия президентът не е главнокомандващ на въоръжените сили. По време на мир тази роля се пада на правителството за защита и най-вече на канцлера по време на война, както е и според член 65а. Президентът има следните задължения.

### Назначаване на Федералното правителство
Според член 63 от Конституцията на ФРГ канцлерът се предлага на Бундестага за избор от федералния президент. Бундестагът има правото да го избере. В случай че го избере, президентът го назначава на служба. Бундестагът обаче може да отхвърли предложението на президента и да избере свой кандидат, който президентът трябва да назначи на длйжност. Формално назначаването става чрез подписването на съответния документ.
Ако обаче изборът на канцлер е протекъл в нарушение на конституцията или кандидатът е противоконституционен, федералният президент може (и е задължен) да откаже назначаването и във втория случай да се обърне към Конституционния съд.
Бундеспрезидентът назначава и уволнява формално и останалите членове на Федералното правителство само „по предложение на канцлера“ (записано в член 64). Президентът от своя страна може да отстрани канцлера, но само след вот на Бундестага. Ако това стане, то този, който заема поста на канцлер, се избира от Бундестага.

### Разпускане на Бундестага
В случай че Бундестагът избере някого за служба в правителството или за канцлер чрез обикновено, а не квалифицирано мнозинство, президентът може, по своя преценка, да назначи тази личност за канцлер или да разпусне Бундестага. При случай на отхвърляне на таен вот в Бундестага и на предложение на действащия канцлер за разпускане, президентът, отново по своя преценка, може да разпусне Бундестага за 21 дни. Тази власт е използвана само 3 пъти в историята на Федералната република. И в трите случая не е сигурно, че мотивите за разпускането са такива, каквито са заложени в конституцията.

### Провъзгласяване на законите
Всички федерални закони трябва да бъдат подписани от президента и след това обнародвани в „Държавен вестник“, за да могат да влязат в сила. Нормативни административни актове като постановления, правилници и наредби се изготвят и подписват от съответната служба и също се обнародват в „Държавен вестник“.
Преди да подпише, президентът трябва да провери дали законът съответства на конституцията и/или неговото съдържание е конституционно. Ако не е така, той има правото (а и задължението) да откаже да подпише закона. Такова отвхърляне се е случвало до август 2008 г. само 8 пъти, като последните 2 са били при предишния президент Хорст Кьолер през октомври и декември 2006 г. Отказът не може да бъде политически мотивиран, а трябва да е само на правова основа и то обоснован. За тази си функция той често е наричан пазител на конституцията (Hüter der Verfassung). Както и през 2006 г., президентът винаги е отказвал подписване поради съмнение в това дали законът съответства на конституцията.

### Чуждестранни връзки
Президентът взема участие в чуждестранни визити и получава чуждестранни почетни звания. Той също сключва мирни договори с други държави, акредитира германски дипломати и получава писма, касаещи акредитирането на чуждестранни дипломати.

### Амнистия и отличия
Президентът може да помилва осъдени от федералното правораздаване, което се случва рядко, както и да награждава с почести и ордени.

### При извънредно положение
При случай на национална криза законът обозначава президента като посредник. При определени условия президентът може да обявява състояние на „криза“.

### Други задължения
Президентът назначава федералните съдии, федералните служители и военните офицери. Тези назначения изискват парафа на канцлера или на съответния ресорен министър.

## Заместници
Конституцията не предвижда длъжността вицепрезидент. Ако президентът е извън страната или длъжността му е свободна, президентът на Бундесрата (тази позиция се заема от премиерите на провинциите за 1 го. на ротационен принцип) става временно президент. Докато прави това, тя/той няма право да остава едновременно и на поста си като президент на Бундесрата.
Ако президентът умре или е премахнат от поста си чрез импийчмънт, то до 30 дни се назначава нов. Такъв случай не е имало в Германия.
Докато президентът е на пътуване или отсъства, президентът на Бундесрата няма право да приема неговата роля, но може да „представлява“ бундеспрезидента, работейки по задачите, които изискват само физическа работа като присъствие на определено място или неотложно подписване на документи.

## Импийчмънт
Президентът ползва имунитет и не може да бъде отстранен чрез гласуване. Единственият механизъм, чрез който е възможно той да бъде отстранен от тази му длъжност, е импийчмънт от Бундестага или Бундесрата поради нарушаване на законите на Германия. Веднъж приложен, процесът по отстраняване върху президент, той преминава във федералния конституционен съд, който трябва да реши дали обвинението е основателно и дали президентът е виновен. Съдът има последната дума и възможността след решение, че президентът е виновен, да го отстрани от длъжност. До днес това не се е случвало в Германия.

## Резиденции
Първата официална резиденция на президента е Дворецът Белвю в Берлин. Втората резиденция е Вила Хамершмит в Бон. Това е заложено в контекста на Обединението на Германия през 1990 г. и преместването на официалната столица от Бон в Берлин.
Бон, след преместването в Берлин, остава административна столица на Германия и седалище на няколко министерства (като Министерството за икономическо сътрудничество и развитие), комитети и агенции. Точно кои институции остават, а и в някои случаи са преместени от други градове в Бон, е регламентирано чрез специален закон, т.нар. „Закон Берлин/Бон“ (Berlin/Bonn-Gesetz) от 1994 г.

## Списък на федералните президенти
След Втората световна война в периода от 7 септември до 12 септември 1949 г. функцията на федерален президент се изпълнява от служебно назначения Карл Арнолд.
| Списък на федералните президенти на Федерална република Германия | Списък на федералните президенти на Федерална република Германия | Списък на федералните президенти на Федерална република Германия | Списък на федералните президенти на Федерална република Германия | Списък на федералните президенти на Федерална република Германия | Списък на федералните президенти на Федерална република Германия |
| Nr.                                                              | Име                                                              | Партия                                                           | Начало на мандата                                                | Край на мандата                                                  |                                                                  |
| ---------------------------------------------------------------- | ---------------------------------------------------------------- | ---------------------------------------------------------------- | ---------------------------------------------------------------- | ---------------------------------------------------------------- | ---------------------------------------------------------------- |
| 1                                                                | Теодор Хойс (1884 – 1963)                                        | ФДП                                                              | 12 септември 1949 1                                              | 12 септември 1959                                                |                                                                  |
| 2                                                                | Хайнрих Любке (1894 – 1972)                                      | ХДС                                                              | 13 септември 1959                                                | 30 юни 1969                                                      |                                                                  |
| 3                                                                | Густав Хайнеман (1899 – 1976)                                    | СДП                                                              | 1 юли 1969                                                       | 30 юни 1974                                                      |                                                                  |
| 4                                                                | Валтер Шел (1919 – 2016)                                         | ФДП                                                              | 1 юли 1974                                                       | 30 юни 1979                                                      |                                                                  |
| 5                                                                | Карл Карстенс (1914 – 1992)                                      | ХДС                                                              | 1 юли 1979                                                       | 30 юни 1984                                                      |                                                                  |
| 6                                                                | Рихард фон Вайцзекер (1920 – 2015)                               | ХДС                                                              | 1 юли 1984                                                       | 30 юни 1994                                                      |                                                                  |
| 7                                                                | Роман Херцог (1934 – 2017)                                       | ХДС                                                              | 1 юли 1994                                                       | 30 юни 1999                                                      |                                                                  |
| 8                                                                | Йоханес Рау (1931 – 2006)                                        | СДП                                                              | 1 юли 1999                                                       | 30 юни 2004                                                      |                                                                  |
| 9                                                                | Хорст Кьолер (1943 – 2025)                                       | ХДС                                                              | 1 юли 2004                                                       | 31 май 2010 2 (подал оставка)                                    |                                                                  |
| 10                                                               | Кристиан Вулф (* 1959)                                           | ХДС                                                              | 30 юни 2010                                                      | 17 февруари 20123 (подал оставка)                                |                                                                  |
| 11                                                               | Йоахим Гаук (* 1940)                                             | безпартиен                                                       | 18 март 2012                                                     | 18 март 2017                                                     |                                                                  |
| 12                                                               | Франк-Валтер Щайнмайер (* 1956)                                  | СДП                                                              | 19 март 2017                                                     | действащ                                                         |                                                                  |

Забележки:
| (1) | Член 136, ал. 2 от Конституцията на ФРГ постановява, че до избирането на първия федералния президент тази функция се изпълнява от председателя на Бундесрата. Бундесратът се събира за първи път на 7 септември 1949 г. и избира на тази дата Карл Арнолд за негов президент. |
| (2) | След оставката на Хорст Кьолер на 31 май 2010 до 30 юни 2010 и.д. федерален президент е Йенс Бойрнзен, като функциите на федералния президент са определени в член 57 от Конституцията на ФРГ.                                                                                |
| (3) | От 17 февруари и.д. федерален президент е Хорст Зеехофер, като функциите на федералния президент са определени в член 57 от Конституцията на ФРГ. |